# Cristià X de Dinamarca
Cristià X de Dinamarca (Palau de Charlottenlund 1870 - Copenhaguen 1948). Rei de Dinamarca des de l'any 1912 i fins a l'any 1947, any de la seva mort. Cristià també fou rei d'Islàndia des de l'any 1918 i fins a l'any 1944, any en què aconseguí la independència.

## Naixement i família
Nascut el 26 de setembre de 1870 al Palau de Charlottenlund, era fill del príncep hereu i després rei Frederic VIII de Dinamarca i de la princesa Lluïsa de Suècia; essent net del rei Cristià IX de Dinamarca i de la princesa Lluïsa de Hessen-Kassel per via paterna, mentre que per via materna ho era del rei Carles XV de Suècia i de la princesa Lluïsa dels Països Baixos.

## Casament i descendència
L'any 1898 es casà amb la duquessa Alexandrina de Mecklenburg-Schwerin. Alexandrina era filla del gran duc Frederic Francesc III de Mecklenburg-Schwerin i de la gran duquessa Anastàsia de Rússia. Alexandrina era besneta del tsar Nicolau I de Rússia i rebesneta del rei Frederic Guillem III de Prússia.
La parella va tenir dos fills:
- SM el rei Frederic IX de Dinamarca nascut el 1899 a Estocolm i mort el 1973 a Estocolm. Es casà el 1935 amb la princesa Íngrid de Suècia.
- SAR el príncep Knud de Dinamarca nascut el 1900 a Copenhaguen i mort el 1976 a la mateixa ciutat. Es casà amb la princesa Carolina Matilde de Dinamarca.

El regnat de Cristià IX de Dinamarca mostrà certs tics autoritaris en un món cada vegada més democràtic. Malgrat que aquest panomarama ens permet afirmar que el seu regnat no fou especialment popular gràcies al context internacional de les dues Guerres Mundials i el símbol de resistència nacional que representà feren de la monarquia i del rei ua figura política enormement popular.

## La crisi de Schleswig-Holstein
A l'abril de 1920, Cristià instigà l'anomenada Crisi Orientl el fet més decisiu de l'evolució de la monarquia danesa al segle xx. La causa immediata de la crisi fou un conflicte entre el rei i el gabinet governamental sobre la reunificació del ducat de Schleswig a Dinamarca, un ducat històricament feudetari del Dinamarca el qual havia estat cedit a Prússia l'any 1866. Les reclamacions daneses es materialitzaren després de la Primera Guerra Mundial, moment en què els danesos pogueren recuperar el ducat gràcies a la desfeta alemanya.
D'acord amb els termes del Tractat de Versalles de l'any 1919 el ducat de Schleswig sera dividit en dues zones, una septrentional i una central on s'aplicaria un referèndum per decidir la seva incorporació a Dinamarca i una zona meridional que romandria íntegrament a la nova República de Weimar. A la regió septrentional el resultat fou clar, el 75% de la població optava per la unió amb Dinamarca; en canvi, la regió central preferí en un 80% romandre a Alemanya. Davant d'aquests resultats, el govern del primer ministre danès, Carl Theodor Zahle decidí l'annexió de la zona septrentional i la permanència a Alemanya de la zona central.
Molts danesos nacionalistes sentiren decepció davant de la decisió de Zahle que comportava la renúncia de la regió central. El rei es mostrà públicament d'acord amb aquests sentiments i ordenà al primer ministre incloure la regió central al procés de reunificació. Malgrat tot, l'actitud de Zahle fou de clara desobediència al monarca. Després de la crisi de 1901 la monarquia danesa havia quedat completament sotmesa al poder legislatiu i executiu del país i Zahle actuà en conseqüència.
Cristià, però, optà per cessar el govern i nomenar-ne un de nou dirigit per una facció conservadora del Parlament. La nova situació fou rebutjada pel país i hi hagué grans manifestacions en contra del monarca que sucumbiren el país en un ambient gairebé revolucionari comprometen una de les més antigues monarquies europees. Davant d'aquesta situació, s'establiren negociacions entre el Rei i diferents membres del partit socialdemocràta. El resultat fou la nova dimissió del nou govern establint un govern de compromís fins a la celebració de noves eleccions.
Aquesta fou l'última intervenció d'un monarca danès en la vida política del país. Després de la crisi Cristià hagué d'acceptar una important reducció del seu rol reial limitant les seves competència a la mera representació del país com a cap d'Estat.

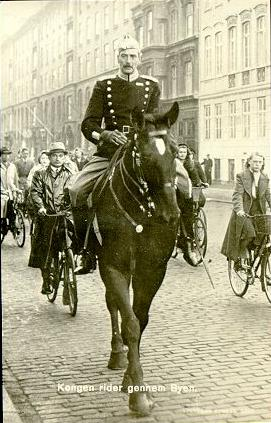
Cristià X a cavall per Copenhaguen

## La Segona Guerra Mundial
A través d'una ocupació llampec que pretenia ocupar Noruega, Dinamarca caigué l'any 1940 a les mans de les tropes nacionalsocialistes. La intenció del III Reich era una ràpida ocupació de Dinamarca per tal d'assegurar-se un cap de pont cap a l'ocupació total de Noruega que es preveia molt més complexa i que era necessària per assegurar-se les rutes marítmies que transportaven el ferro suec a través de Noruega durant els mesos d'hivern en què els ports bàltics es trobaven congelats.
La invasió es portà a terme amb pocs dies i es permeté a la família reial romandre a Copenhaguen, s'instaurà un règim satèl·lit de Berlín al país fins a l'any 1943, any en què Dinamarca fou integrada al Reich com una simple província més.
A diferència dels monarques de Noruega, Grècia o dels Països Baixos que partiren a l'exili durant la Segona Guerra Mundial, el rei Cristià romangué a Copenhaguen durant l'ocupació nacionalsocialista del país convertint-se en un símbol nacional del país. A través dels seus discursos radiofònics i de la passejada diària a cavall que el monarca realitzava pels carrers de Copenhaguen, Cristià es convertí en un autèntic símbol de la resistència del país a l'ocupació alemanya.
El rei Cristià X de Dinamarca fou nomenat pel govern d'Israel com a home honrat entre les nacions per la seva ajuda a la població jueva de Dinamarca. Una de les formes més emprades pels danesos per demostrar el seu orgull nacional durant l'ocupació del país fou un botó de forma quadrada que portava la insígnia reial i que denotava la voluntat d'independència del país. Aquest botó quadrat era conegut amb el nom de Kongemærket.